# Pechbonnieu
Pechbonnieu är en kommun i departementet Haute-Garonne i regionen Occitanien i södra Frankrike. Kommunen ligger i kantonen Toulouse 15e Canton som tillhör arrondissementet Toulouse. År 2022 hade Pechbonnieu 4 792 invånare.

## Befolkningsutveckling
Antalet invånare i kommunen Pechbonnieu
Referens:INSEE

## Monument

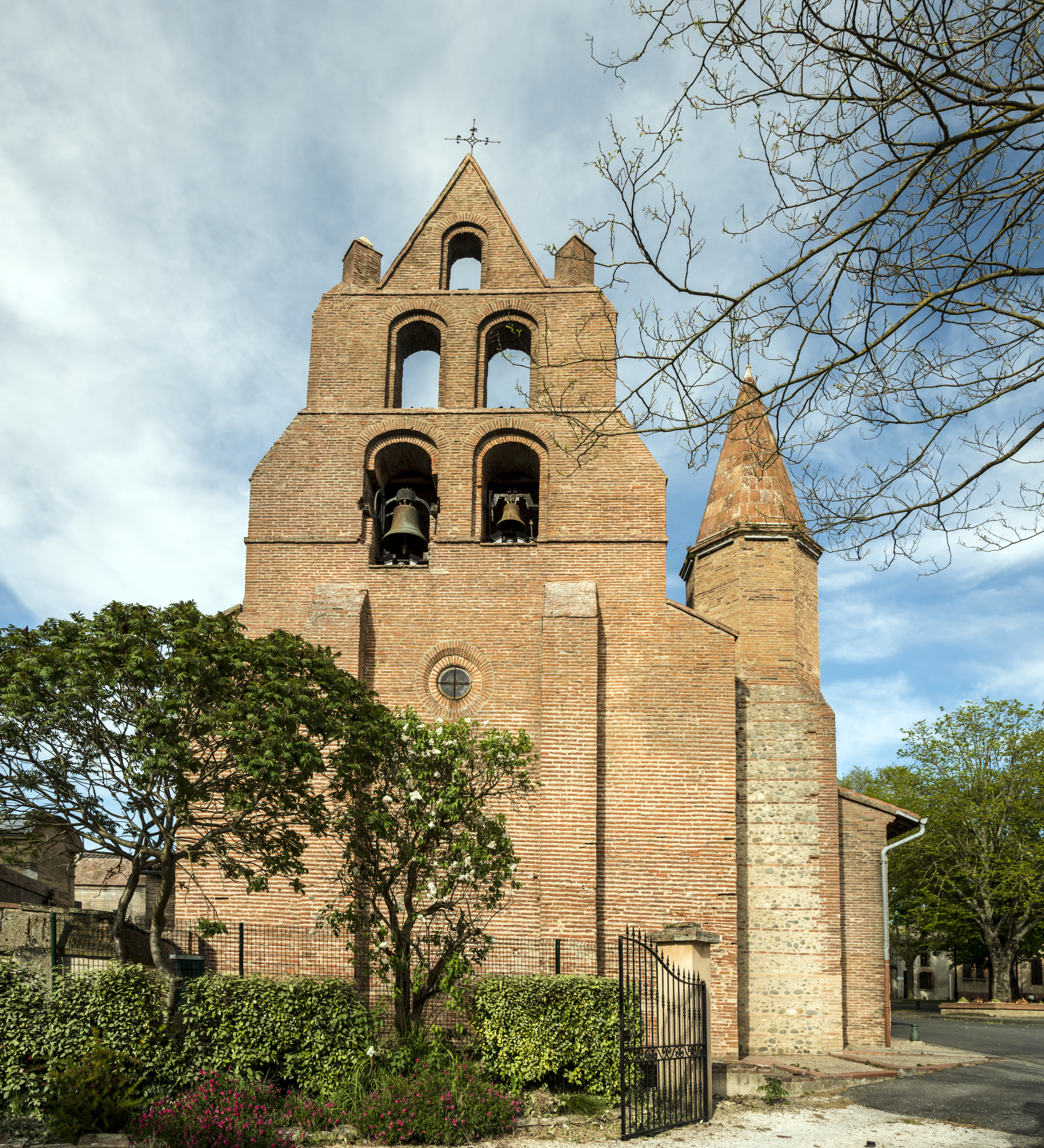
Kyrka
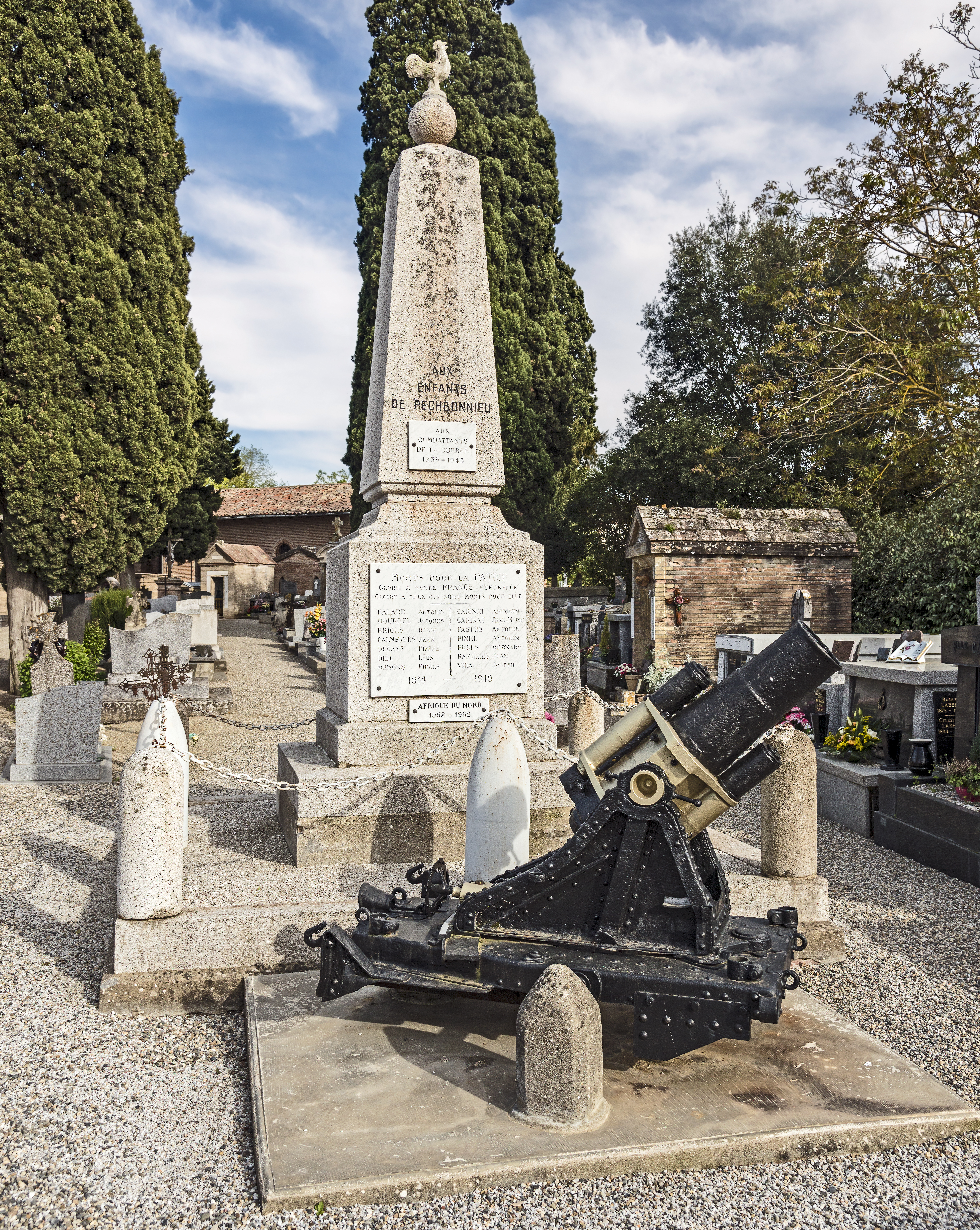
Monument till Fallen